# Wesley Powell
Wesley Powell, född 13 oktober 1915 i Portsmouth i New Hampshire, död 6 januari 1981 i Hampton Falls i New Hampshire, var en amerikansk republikansk politiker. Han var New Hampshires guvernör 1959–1963.
Powell efterträdde 1959 Lane Dwinell som guvernör och efterträddes 1963 av John W. King.
Powell avled 1981 och gravsattes på Wilder Cemetery i Lancaster i New Hampshire.